# Агнешка Бруггер
Агнешка Бруггер, уроджена Мальчак (8 лютого 1985 , Легниця ) — німецька політична діячка польського походження. Депутат Бундестагу від «Союзу 90/Зелені» з 2009 року. Заступник голови фракції партії «Союз 90/Зелені» у Бундестазі (з січня 2018 року).

## Життєпис
Аенешка Мальчак народилася 1985 року в місті Легниця, Польща. У 1989 році разом з батьками емігрувала до Німеччини, в Дортмунд, де й виросла. У Дортмунді закінчила католицьку гімназію «Mallinckrodt-Gymnasium», якою керує римо-католицька архієпархія Падерборна. З 2004 року Аґнєшка Бруґґер вивчала політологію, філософію та публічне право у Тюбінгенському університеті.

## Політична кар'єра
З 2005 по 2007 рік Бруґґер була членом Загального студентського комітету (AStA) Тюбінгенського університету. Пізніше очолювала Зелену молодь у Баден-Вюртемберзі з 2007 по 2009 рік.

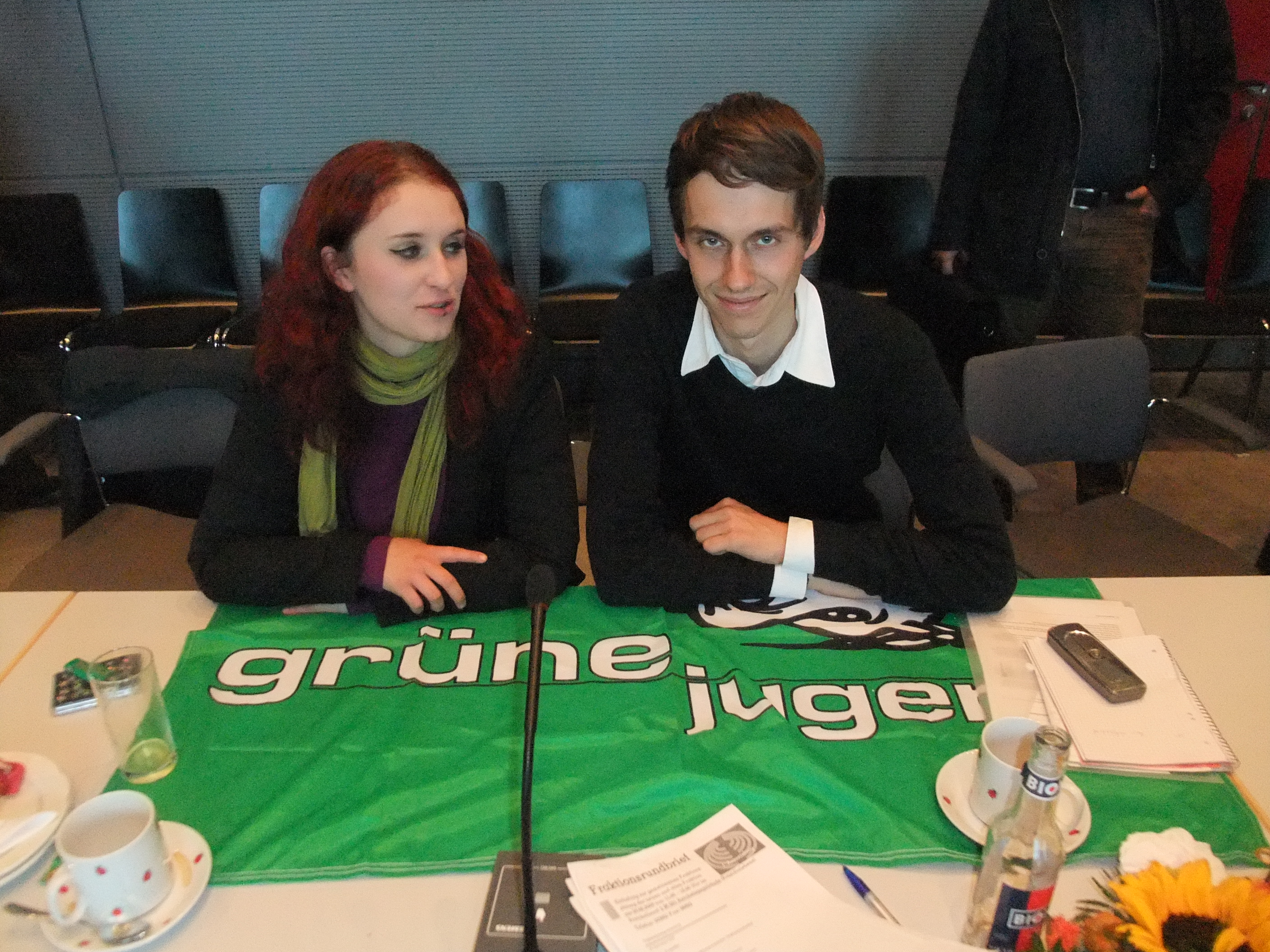
Аґнєшка Бруґґер у 2010 році

Бруґґер обрали депутаткою німецького Бундестагу в ході виборів 2009 року. Відтоді вона обіймала посаду речника своєї парламентської групи в Комітеті з оборони та Підкомітеті з питань роззброєння, контролю озброєнь і нерозповсюдження.
На посаді члена Комітету з оборони Бруґґер багато подорожувала: відвідала війська Бундесверу під час їхніх місій за кордоном, включаючи Багатовимірну інтегровану місію ООН зі стабілізації в Малі (2015) та операцію протидії ІДІЛ на авіабазі Інджирлік (2016).
Під час невдалих переговорів про формування коаліційного уряду з християнськими демократами — як Християнсько-демократичним союзом (ХДС), так і Християнсько-соціальним союзом у Баварії (ХСС), а також Вільною демократичною партією (ВДП) після національних виборів 2017 року, Бруґґер входила до складу делегації з 14 депутатів від Партії зелених. На початку 2018 року вона увійшла до керівництва своєї парламентської групи разом із співголовами Катрін Ґерінґ-Екардт та Антоном Гофрейтером. На цій посаді вона курувала ініціативи групи з питань закордонних справ, оборонної політики та політики розвитку.
Під час переговорів про формування так званої світлофорної коаліції Соціал-демократичної партії (СДП) і Вільної демократичної партії (ВДП) після федеральних виборів 2021 року Бруґґер увійшла до складу делегації своєї партії в робочій групі з питань зовнішньої політики, оборони, співробітництва в галузі розвитку та права людини, співголовами якого обрані Гайко Маас, Омід Нуріпур та Александер Граф Ламбсдорф.

## Політичні позиції
Раніше Аґнєшка Бруґґер голосувала за участь Німеччини в миротворчих місіях Організації Об'єднаних Націй, а також у миротворчих і військових місіях Європейського Союзу за мандатом Організації Об'єднаних Націй на африканському континенті, наприклад у Малі — обидва EUTM Mali (2013, 2014, 2015, 2015, 2016 та 2017) та MINUSMA (2013, 2014, 2015, 2016, 2017 та 2018) — Центральноафриканська Республіка (2014) та у Ліберії (2015).
Щодо участі миротворчих і військових місіях у Лівії, Судані, Південному Судані та Сомалі Бруґґер має неоднозначні результати голосування. Вона виступає проти участі Німеччини в EU Navfor Med. Також утрималася від голосування щодо місій у Дарфурі/Судані (2017), Південному Судані (2017), після того як раніше проголосувала за обидві місії (2010, 2011, 2012, 2013, 2014 та 2015). З 2009 року вона регулярно утримувалася від голосування щодо продовження мандату місії операції «Аталанта». Вона також проголосувала проти участі Німеччини в EUTM Somalia (2016 і 2017) або утрималася (2015).

## Інші види діяльності
- Федеральна академія політики безпеки (БАКС), членкиня консультативної ради (з 2015 р.)[7]
- Фонд Гейнріха Белля, членкиня Європейської/Трансатлантичної консультативної ради
- Інститут досліджень миру та політики безпеки (IFSH) при Гамбурзькому університеті, членкиня Комісії з європейської безпеки та реформи Бундесверу
- Institut Solidarische Moderne (ISM), членкиня-засновниця (з 2010)[8]

## Особисте життя
3 грудня 2011 року Аґнєшка Мальчак вийшла заміж, з того часу носить прізвище чоловіка Бруґґер.